# Campeonato Regional de Viana do Castelo
O Campeonato Regional de Viana do Castelo foi uma competição portuguesa de futebol  organizada pela Associação de Futebol de Viana do Castelo. Era a competição que elegia oficialmente o campeão de futebol do Distrito de Viana do Castelo, a primeira edição foi na época de 1923–24 e a última na época de 1942–43. O maior vencedor é o SC Vianense com 17 títulos.

## Vencedores

### Por época
| Época   | Vencedor             |
| ------- | -------------------- |
| 1942–43 | SC Limarense         |
| 1941–42 | SC Vianense          |
| 1940–41 | SC Vianense          |
| 1939–40 | SC Vianense          |
| 1938–39 | Desportivo de Monção |
| 1937–38 | SC Valenciano        |
| 1936–37 | SC Vianense          |
| 1935–36 | SC Vianense          |
| 1934–35 | SC Vianense          |
| 1933–34 | SC Vianense          |
| 1932–33 | SC Vianense          |
| 1931–32 | SC Vianense          |
| 1930–31 | SC Vianense          |
| 1929–30 | SC Vianense          |
| 1928–29 | SC Vianense          |
| 1927–28 | SC Vianense          |
| 1926–27 | SC Vianense          |
| 1925–26 | SC Vianense          |
| 1924–25 | SC Vianense          |
| 1923–24 | SC Vianense          |

### Por clube
| Clube                | Venceu | Época(s) |
| -------------------- | ------ | --- |
| SC Vianense          | 17     | 1924–25, 1925–26, 1926–27, 1927–28, 1928–29, 1929–30, 1930–31, 1931–32, 1932–33, 1933–34, 1934–35, 1935–36, 1936–37, 1939–40, 1940–41 e 1941–42 |
| SC Valenciano        | 1      | 1937–38 |
| Desportivo de Monção | 1      | 1938–39 |
| SC Limarense         | 1      | 1942–43 |

Ref.: